# Oposição Operária

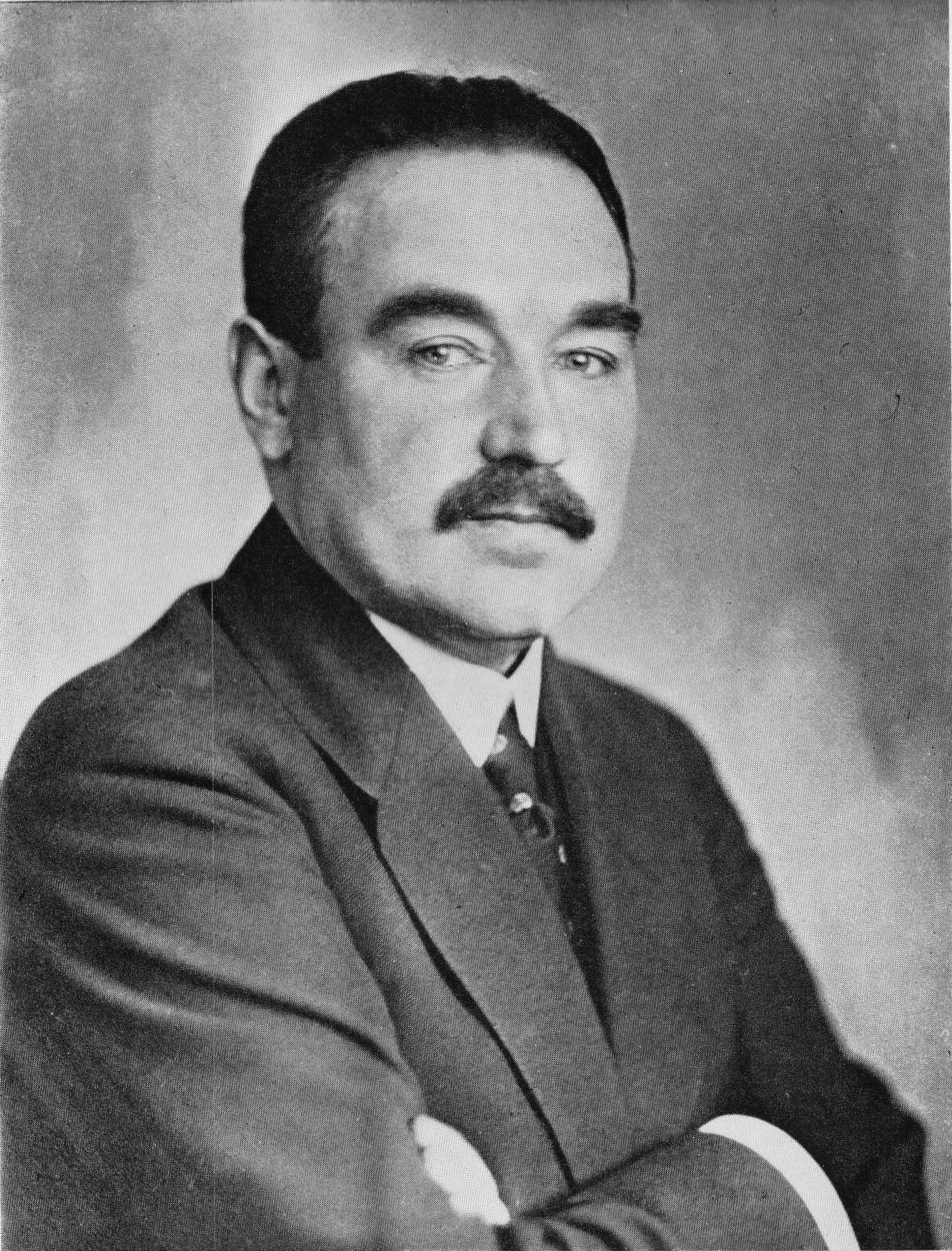
Alexander Shliapnikov

Oposição Operária era uma corrente do Partido Bolchevique. A organização, que desenvolveu uma variante do marxismo-leninismo, baseou-se fundamentalmente nas ideias de Alexander Shliapnikov, presidente da união metalúrgica em 1917 e primeiro Comissário do Povo para o Trabalho dos governos soviéticos (Sovnarkom). Sua posição, no entanto, recebeu apoio limitado, tanto entre os bolcheviques como entre os sindicalistas. Seus principais membros vieram de sindicatos bolcheviques. Alexandra Kollontai ingressou na corrente no início de 1921.
A organização defendia o controle dos trabalhadores da administração industrial, ao mesmo tempo em que exigia deles disciplina.

## Formação
A corrente emergiu das críticas de Shliapnikov à política trabalhista de Lenin no início de 1919, inicialmente publicada no Izvestia no final de março. Ele defendeu o controle sindical da economia, enquanto a administração ficaria nas mãos dos sovietes (conselhos) e o partido manteria uma função de supervisão política e ideológica de ambos. Esta proposta foi rejeitada no IX Congresso do PUCS, mas isso não impediu o crescimento da fração entre os sindicalistas do partido. No final de setembro de 1920, assumiu-se que a maioria dos líderes sindicais do partido apoiavam as teses de Shliapnikov. Em dezembro ficou conhecida a "controvérsia sindical", que deveria resolver o papel que deveriam ter na economia e no governo nacional, aperfeiçoado pela apresentação de seu "O partido e os sindicatos", em que atacou a burocracia, defendeu o controle sindical da indústria e prometeu uma gestão mais eficiente graças à iniciativa dos trabalhadores. Em 30 de junho, em uma reunião de representantes sindicais e da delegação bolchevista ao VIII Congresso dos Sovietes, Shliapnikov apresentou seu plano de controle sindical para a indústria. Foi proposto a formação de uma estrutura de união de pirâmide escolhida na base por todos os trabalhadores. O planejamento econômico, por outro lado, permaneceu nas mãos dos Comissários, do Conselho Econômico Supremo e dos Sovietes, mas isso não devia interferir com a gestão sindical da indústria ou prejudicar a autonomia dos sindicatos. Os sindicatos poderiam mesmo eleger parte dos membros do Conselho Supremo; o partido permaneceu sem uma tarefa clara no plano de Shliapnikov.

## X Congresso do PCUS

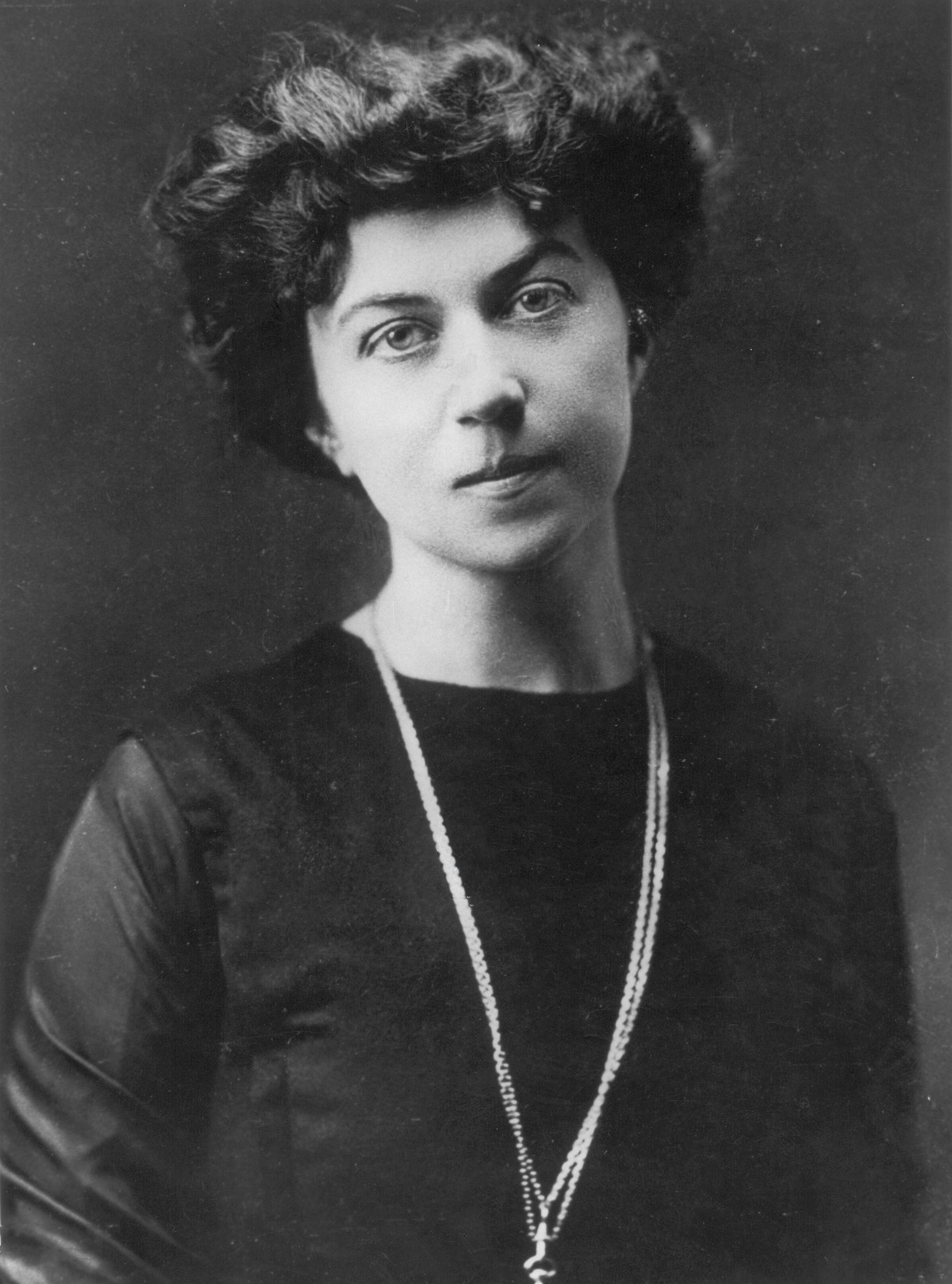
Alexandra Kollontai

A proclamação da Oposição, publicada no Pravda em 25 de janeiro de 1921, adotou quase literalmente o plano de Shliapnikov. O plano, de acordo com seus apoiantes, era converter "o trabalhador de um apêndice de uma máquina econômica inerte para o artifício consciente do comunismo". No final do mês, Alexandra Kollontai declarou oficialmente seu apoio e foi encarregada de preparar um folheto para ser distribuído aos delegados no início do 10º Congresso da PCUS Em "Oposição Operária", Kollontai resumiu de forma eloquente a posição do atual e criticou mais abertamente do que Shliapnikov o partido que, a seu ver, deveria se reformar, expulsando os elementos não trabalhistas ou camponeses, permitindo o debate interno e eleições. Kollontai exigiu a expulsão dos "oportunistas" que se juntaram depois de meados de 1918 e um período de trabalho manual por ano para cada membro do partido. Considerou que essas medidas eliminariam o afastamento do partido do proletariado e dos líderes do partido de suas bases. A Oposição rejeitou categoricamente as propostas de Lenin e Leon Trótski para a gestão quase militar de trabalhadores e pediu sindicatos de partidos independentes.
As teses da Oposição produziram intensos e amargos debates entre a liderança do partido e a oposição. O próprio Lenin começou a refutar a posição da Oposição, acusando-a de querer "sindicar" o estado e eliminar o papel do partido. Na véspera do congresso, Lenin tentou, por vários meios, livrar-se da organização, inclusive eleger os principais líderes da oposição para o comitê central, na esperança de moderar ou neutralizar suas críticas. Com efeito, Shliapnikov e outro destacado membro da Oposição, Kutuzov, foram escolhidos para o comitê central; no último dia do congresso, Lenin conseguiu aprovar por uma maioria esmagadora duas resoluções, uma sobre a unidade do partido e outra sobre o "desvio anarco-sindicalista", dirigido contra a Oposição e que eles deveriam finalmente acabar com isso. No Congresso, Lenin combinou as concessões em economia (introdução do imposto em espécie ao campesinado e final das requisições) com a supressão da oposição — dentro e fora do partido —, que ele temia que pudesse aproveitar a liberalização parcial da economia para se organizar politicamente. A fim de evitar o que viu como um perigo de que os inimigos do regime usariam dissensões internas para enfraquecê-lo, conseguiu aprovar no Congresso a proibição de grupos dissidentes dentro do partido. Contrariamente ao que foi defendido pela Oposição, os sindicatos se tornaram "escolas de comunismo", que na prática não representavam os interesses dos trabalhadores perante o Estado proletário, mas sim os do Estado perante os trabalhadores.
O congresso, no entanto, não eliminou a oposição nem silenciou a crítica; em julho, Kollontai e Shliapnikov se opuseram abertamente à Nova Política Econômica, que eles chamaram de regresso ao capitalismo.

## Controvérsia sobre os sindicatos
No final de 1920 e início de 1921, uma vez que as "forças brancas" foram derrotadas na Guerra Civil Russa, surgiu uma disputa no partido sobre o papel dos sindicatos no estado soviético. As três principais correntes foram: a de Trótski, que desejava integrá-los na administração e participar da gestão da indústria e os considerava organizações dedicadas à instrução e disciplina dos trabalhadores; a de Lenin e a maioria do comitê central, que não desejava integrá-los no aparelho estatal, mas usá-los como "escolas de comunismo", onde os trabalhadores seriam reeducados; e a Oposição Operária, que acreditava que as organizações sindicais tinham de se dedicar ao trabalho educativo e de propaganda e, ao mesmo tempo, concentrar toda a gestão econômica do país. Os cargos com responsabilidades em economia deveriam ter aprovação dos sindicatos, os candidatos para esses cargos deveriam ser aceitos imediatamente e as fábricas seriam mantidas por comitês eleitos pelos trabalhadores.
A oposição, com pouco apoio entre os principais líderes do país, ficou em desvantagem em relação às outras duas correntes nas discussões sobre os sindicatos. Em 30 de dezembro de 1920, em uma série de discursos de Lenin, Zinoviev — que defendeu a mesma posição — e Trótski, as posições dessas duas correntes foram delineadas: a renda dos sindicatos na administração e sua participação na gestão econômica que defendeu este último, e a maior autonomia e uso propagandístico deles pelos dois primeiros.
No ano seguinte, Shliapnikov liderou a apresentação da Declaração dos Vinte e Dois antes do Comintern em que reiterou suas críticas anteriores e assinou outros membros proeminentes da Oposição. Tanto o comitê executivo do Comintern quanto o XI Congresso do Partido condenaram a Declaração. Isso colocou o fim da organização como um grupo unificado, embora algumas de suas ideias tenham sobrevivido no Grupo Operário do partido.

## Epílogo
Na segunda metade da década de 1930, Shliapnikov e seus camaradas mais próximos (Kollontai não estava entre eles) foram acusados de envolvimento em um grupo contrarrevolucionário chamado "Oposição Operária" e de ter se ligado ao "bloco terrorista trotskista-zinovievista contra-revolucionário". Apesar de se declararem inocentes, Shliapnikov e Medvedev, juntamente com muitos outros, foram condenados à morte e executados em setembro de 1937. Somente Kollontai, que entretanto se tornou uma stalinista irrepreensível, sobreviveu ao Grande Expurgo e serviu como diplomatica soviética em vários países até sua aposentadoria em 1945 (morreu de morte natural em Moscou em 1952).
Em sua biografia de Shliapnikov, Barbara Allen conclui o último capítulo antes do epílogo, com estas palavras:
| “                                                                                           | Não houve 'julgamento-espetáculo' da Oposição Operária, seja porque não se encaixava na narrativa do oposicionismo que Stalin desejava construir ou porque Shliapnikov e seus camaradas mais próximos não sucumbiram à pressão para aviltar a si mesmos e caluniar os outros ao serviço do 'partido'. Para eles, o partido não era Stalin e seu bando, mas uma instituição política revolucionária organizada pelos trabalhadores para conseguir uma vida melhor para os oprimidos. Essa firme convicção os ajudou a resistir à retórica e à narrativa de Stalin sobre o passado do partido e a imaginar uma alternativa à sua visão do socialismo. | ” |
| — Barbara C. Allen, Alexander Shlyapnikov, 1885–1937: Life of an Old Bolshevik, pp. 364-365 | |   |

Após o fim do stalinismo, Shliapnikov foi reabilitado em 1963, Medvedev em 1977. A decisão que anulou o caso deste último por falta de provas enfatizou que "Nenhum dos julgados no caso da Oposição Operária confessou culpa".